# Фижак
Фижак (фр. Figeac, окс. Fijac) — город во Франции.

## География
Фижак находится на юге Франции, в департаменте Ло региона Юг-Пиренеи. Входит в подпрефектуру Фижак, является административным центром двух кантонов. Площадь города составляет 35,16 км². Численность населения — 9770 человек (на 1 января 2021 года). Плотность населения — 277 чел./км².

## История
Город возник из поселения, появившегося ещё в галло-римское время. В VIII веке возле поселения был основан монастырь и при нём затем появился госпиталь, где лечились паломники, следовавшие путём Святого Иакова в Испанию, в Сантьяго-де-Компостела. В 838 году посёлок и монастырь подверглись нападению викингов. Во время Столетней войны сеньоры Фижака поддерживали англичан (например, Бернардон де ла Саль (фр.)). В 1463 году город посетил французский король Людовик XI. Во время религиозных войн, в 1576 году, Фижак заняла армия гугенотов. Согласно Нантскому эдикту город был закреплён за протестантами. В 1622 году, по приказу короля Людовика XIII, крепостные стены Фижака были срыты.

## Уроженцы Фижака
- Ру-Лавернь, Пьер Селестен (1802—1874) — писатель и политик.
- Жан-Франсуа Шампольон (1790—1832) — французский учёный-египтолог, расшифровавший египетские иероглифы
- Шарль Бойе (1897—1978)- французский актёр.

В память о родившемся в Фижаке Ж.-Ф. Шампольоне в центре города установлен памятник в его честь — гигантский Розеттский камень работы американского скульптора Джозефа Кошута. В городе также открыт музей Шампольона.